# Symeria leptospermi
Symeria leptospermi är en insektsart som först beskrevs av William Miles Maskell 1882.  Symeria leptospermi ingår i släktet Symeria och familjen pansarsköldlöss. Inga underarter finns listade i Catalogue of Life.